# Isabel Bayón Gamero
Isabel Bayón Gamero (Sevilla, España, 13 de mayo de 1969), conocida en el mundo del flamenco como Isabel Bayón, es una bailaora, coreógrafa y profesora de flamenco, ganadora del Premio Nacional de Danza 2013 en la modalidad de interpretación. En la actualidad compagina su actividad artística con la docencia en el Real Conservatorio de Danza María de Ávila en Madrid. Ha intervenido en numerosos festivales de música y danza tanto dentro como fuera de España.

## Biografía y trayectoria profesional
Isabel Bayón nace en Sevilla en 1969 y empieza en el mundo de la danza a los cinco años en la Escuela de Matilde Coral. Prosigue sus estudios en este ámbito hasta que obtiene, con 16 años, el Título de Danza Española por los Conservatorios de Córdoba y de Sevilla. Además, no solo recibe formación en el flamenco, sino también en otros estilos de baile, como la danza clásica, regional y contemporánea.

### Década de los 70
Su debut llega en la década de los 70 en un espectáculo homenaje a Antonio Ruiz Soler, conocido como Antonio El Bailarín, presentado por él mismo. En el año 1979 participa como Artista invitada en el Congreso Flamenco Homenaje a Antonio Mairena, celebrado en los Reales Alcázares de Sevilla.

### Década de los 80
Durante la década de los 80, es bailaora solista en la primera Bienal de Flamenco de Sevilla con el espectáculo “Flamenco Vivo”. Comenzará también en esta época su gira por Italia con este mismo espectáculo junto a Manolo Marín y Milagros Mengíbar. En 1984, la bailaora participó en la “Cumbre Flamenca” organizada en Madrid por el Ministerio de Cultura.

### Década de los 90
En 1990 entra como solista en la compañía de Manolo Marín con el espectáculo “A Contratiempo”. Dos años después forma parte como solista del espectáculo “Azabache”, interpretado durante la Exposición Universal de Sevilla de 1992. En 1994, bajo la dirección de Mario Maya, entra en la Compañía Andaluza de Danza, realizando giras por España y Europa durante 1995 con los espectáculos “De lo Flamenco” y “Requiem”. En 1996 forma parte de la compañía flamenca “Escena Flamenca” con la que realiza el espectáculo “Picasso Flamenco”, un homenaje al pintor malagueño. El cantaor Miguel Poveda la invita a participar con él en el Festival Grec en Barcelona en 1997. También participa como artista invitada en “La huella de la Argentinita”, dirigido por José Luis Ortiz. Participó en “El Flamenco viene del sur” junto a Israel Galván, espectáculo presentado por el Teatro Central de Sevilla en 1998. En 1999 colabora como coreógrafa en dos espectáculos: en “Oripandó” para el Ballet Nacional de España, dirigido por Aida Gómez y en una pieza de “Encuentro” para la Compañía Andaluza de Danza, en la que participa coetáneamente como artista invitada en la obra “Elegía Andaluza”.

### Del 2000 al 2010
En el año 2000, participa como artista invitada en el espectáculo “Bachdaliana” con la Compañía de Fernando Romero para la XI Bienal de Arte Flamenco de Sevilla. Para la XII Bienal de Arte Flamenco de Sevilla, en 2002, presenta su propia compañía con el nombre de Isabel Bayón Compañía Flamenca y representa el espectáculo “Del Alma”, que también lleva al Festival de Jerez y al de Torino (Italia). En la XIII Bienal de Arte Flamenco de Sevilla protagoniza y coreografía “La Mujer y el Pelele”, dirigido por Pepa Gamboa. En 2005 participa como artista invitada en el espectáculo “Notas al Pié” de la Compañía de Javier Barón, estrenado en el festival de Jerez. En este mismo año participa en “Y la Batita de Cola”, estrenado en el New World Flamenco festival de San Francisco. En 2006, en el ámbito de la XIV Bienal de Arte Flamenco de Sevilla, recibe el Giraldillo al mejor espectáculo por “La Puerta Abierta”. En 2007 funda la Escuela de Baile Flamenco ADOS junto con Ángel Atienza, actual director, y comienza su docencia en el Conservatorio Superior de Danza María de Ávila, en la Comunidad de Madrid. En 2008 vuelve a recibir un premio en la XV Bienal de Arte Flamenco de Sevilla, esta vez por el Momento Mágico Bienal 2008 vivido durante su espectáculo “La tórtola Valencia”, al arranque y desarrollo de la soleá final, con la colaboración especial de Matilde Coral y Miguel Poveda. Durante el ¡FLAMENCO! Festival de Roma en 2009, participó dando una clase magistral y actuando en dos espectáculos, “Tan Solo Flamenco” y “La puerta abierta”. Presenta, en la Bienal de Arte Flamenco de Sevilla de 2010, su espectáculo “En la horma de sus zapatos”, por el que vuelve a recibir el Premio Giraldillo, esta vez, al baile.

### De 2011 a la actualidad
En 2012, se embarca en el espectáculo “Lo real/Le réel/The Real”, coreografiado por Israel Galván, que se estrena en el Teatro Real de Madrid y se lleva al IV Dutch Flamenco Biennale de los Países Bajos en 2013, donde también imparte una clase magistral. La bailaora estrena en febrero del mismo año un nuevo espectáculo de su propia compañía llamado “Caprichos del tiempo”, que resulta galardonado con el Premio de la Crítica del XVII Festival de Jerez, premio que concede anualmente la Revista de Flamencología de la Cátedra de Flamencología de Jerez. A finales de este mismo año recibe el Premio Nacional de Danza en la modalidad de Interpretación, concedido por el Ministerio de Educación, Cultura y Deporte, dotado con 30.000€. Este premio se le otorgó “por la calidad y pureza de su baile, y la puesta en valor del flamenco de raíz, junto con su valentía para interpretar los lenguajes más arriesgados del flamenco actual, ampliando constantemente sus registros habituales”, según las palabras del jurado. En 2014 recibe otro dos premios, esta vez de parte de la Asociación de la Prensa de Sevilla, el premio “Clavel de la Prensa”, con el que se hace un reconocimiento a personalidades destacadas de la Ciudad de Sevilla y el premio “Fuera de Serie” de la Revista Expansión en la categoría de Danza, con el que se reconoce la existencia y superación de distintos profesionales, referentes nacionales e internacionales de sus respectivas disciplinas. En julio de 2015, participó como docente en uno de los cursos de verano organizados por la Universidad Pablo de Olavide, llamado “El compás del tiempo del baile flamenco: Historia, evolución y realidad”. En 2016, en la Bienal de Arte Flamenco de Sevilla, la bailaora se puso bajo la dirección de Israel Galván, estrenando el espectáculo “Dju-Dju”.
En la actualidad, Isabel Bayón sigue impartiendo clase en el Real Conservatorio de Danza de Madrid como profesora de: Técnicas de Flamenco. Metodología y didáctica para la enseñanza del Flamenco. Análisis y Práctica del Repertorio de Flamenco. Prácticas de Repertorio de Flamenco. Sin embargo, no deja de lado su actividad profesional, ya que ya ha sido invitada a participar en la XI Noche Blanca del Flamenco de Córdoba, que tendrá lugar en junio del presente año (2018), donde interpretará su espectáculo “Lo esencial”. Además, la bailaora se encuentra inmersa en la creación de un nuevo espectáculo que presentará en septiembre en la Bienal de Arte Flamenco de Sevilla 2018, llamado “Yo Soy”.

## Docencia
- Masterclass di Baile: ¡BAILE!, ¡FLAMENCO! Festival de Roma, septiembre de 2009.[5]

- Clase Magistral en la IV Dutch Flamenco Biennale de los Países Bajos, 2013.[6]

- Curso de verano de la Universidad Pablo de Olavide, “El compás del tiempo del baile flamenco: Historia, evolución y realidad”, julio de 2015.[7]
- Actual profesora en Real Conservatorio de Danza María de Ávila en Madrid.

## Espectáculos como colaboradora o artista invitada[8]
- Flamenco Vivo, 1986.
- A Contratiempo, de Manolo Marín, 1990.
- Azabache, 1992.
- De los Flamencos, de Mario Maya, 1994-5.
- Requiem, de Mario Maya, 1994-5.
- Picasso Flamenco, Compañía “Escena Flamenca”, 1996.
- Festival del Grec de Barcelona, junto a Miguel Poveda, 1997.
- La huella de Argentinita, de Jose Luis Ortiz, 1997. Artista invitada.
- El Flamenco viene del sur, Ciclo Flamenco 1998.
- Los gitanos cantan y bailan a Lorca, 1998.
- Solo por Arte, 1998. Artista invitada.
- Elegía Andaluza, 1999 Artista invitada.
- Oripandó, coreografía para el Ballet Nacional de España, 1999.
- Encuentro, coreografía para la Compañía Andaluza de Danza y artista invitada, 1999.
- Bachdaliana, Compañía de Fernando Romero, 2000. Artista invitada.
- Notas al Pie, Javier Barón, 2005. Artista invitada.
- Y la Batita de Cola, 2005.
- Lo real/Le réel/The Real, de Israel Galván, 2012.
- La que está callendo, coreografía, 2013.
- Dju-Dju, de Israel Galván, 2016.

## Espectáculos propios[9]
- Del alma, 2002.
- La mujer y el pelele, 2004.
- La puerta abierta, con la colaboración de Miguel Poveda, 2006.
- La Tórtola Valencia, 2008.
- Tan Solo Flamenco, 2009.
- En la horma de sus zapatos, 2010.
- Caprichos del Tiempo, 2013.
- Dju-Dju, dirección de Israel Galván, 2016.[10]
- Lo esencial, 2017.
- Actualmente trabajando en el espectáculo “Yo soy” para la XX Bienal de Arte Flamenco de Sevilla, 2018.[5]

## Distinciones y premios recibidos
- Finalista del Certamen Giraldillo del Baile, organizado por el Ayuntamiento de Sevilla, 1988.[1]
- Giraldillo al mejor espectáculo en XIV Bienal de Arte Flamenco de Sevilla, 2006 – Espectáculo: La puerta Abierta, en colaboración con el artista invitado Miguel Poveda y bajo la dirección de Pepa Gamboa.[11]
- Giraldillo al momento mágico bienal 2008 en XV Bienal de Arte Flamenco de Sevilla, 2008 – Espectáculo: La tórtola Valencia, al arranque y desarrollo de la soleá final, con la colaboración especial de Matilde Coral y Miguel Poveda.[11]
- Giraldillo al baile, 2010 – Espectáculo: “En la horma de su zapato».[11]
- Premio de la Crítica del XVII Festival de Jerez, marzo de 2013 – Espectáculo: Caprichos del tiempo.[12]
- Premio Nacional de Danza en la modalidad de Interpretación, 2013. Concedido por el Ministerio de Educación, Cultura y Deporte.[9]
- Premio “Clavel de la Prensa”, por la Asociación de la Prensa de Sevilla, 2014.[13]
- Premio “Fuera de Serie” en la categoría de Danza por la Revista Expansión, 2014.[14]